# James Charles
James Charles (Bethlehem, Estat de Nova York, 23 de maig de 1999) és un influenciador que compta amb una plataforma digital enorme i té més de 19 milions de seguidors al seu canal de YouTube, on realitza tutorials de maquillatge, així com reptes, tendències i col·laboracions en relació amb el món de la bellesa.

## Vida abans de l'èxit i família
James Charles va néixer el 23 de maig de 1999 a Nova York on va viure fins als 18 anys. Abans de complir la majoria d'edat, el famós influenciador ja era conegut pels seus vídeo-tutorials de maquillatge a YouTube i ja cobrava per la seva publicació a la plataforma. 2017 va ser l'any en el qual James va patir una millora quant a popularitat, ja que, en complir la majoria d'edat, les marques de maquillatge més famoses van començar a demanar col·laboracions amb el novaiorquès. No tan sols va créixer quant a popularitat sinó que, gràcies a esdevenir un personatge públic, James va aconseguir una millora econòmica grandiosa, ja que els seus vídeos a YouTube rebien el triple de visualitzacions que els publicats recentment. El 16 de novembre de 2018, James va posar en venda la seva primera paleta d'ombres d'ulls al mercat que, definitivament, ha sigut el factor que ha convertit a l'adolescent en el rei del maquillatge.
James Charles va començar a publicar vídeo tutorials a la plataforma YouTube per tal d'ensenyar la seva destresa en el camp del maquillatge. El jove, gravava els seus vídeos al subterrani de casa seva, que li va fer la funció d'estudio mentre el James vivia a Nova York. No va tenir cap problema amb la família perquè com ja ha dit en molts vídeos del seu canal, el seu entorn familiar ha estat sempre el millor, ja que a casa seva mai va ser criticat ni jutjat, va passar el contrari, els seus familiars van recolzar-lo moltíssim, el van acceptar tal com era. Quant a la família, James ja ha publicat diversos vídeos amb la seva mare i amb el seu germà petit, Ian Jeffrey que ara ja té quasi 3.500.000 seguidors i actualment manté una relació amorosa amb la influenciadora Loren Gray. El pare del James, no ha fet cap aparició en el canal del seu fill però sí que ha acompanyat a James durant tota la seva carrera, ja que com ha dit James en molts vídeos, gràcies al seu pare ara el jove és qui és i no un altre.

## Polèmiques
James Charles, com qualsevol altre guru de bellesa, ha patit les conseqüències d'una polèmica.
Ja fa menys de 2 anys, quan James va començar a guanyar audiència, va publicar una piulada a Twitter dient el següent: 'I can't believe we're going to Africa today omg what if we get Ebola?'. James en la piulada diu que no es pot creure que anirà a Àfrica i que és el que pot passar si es contagia de l'Ebola. Clarament l'influenciador va rebre dures crítiques per la piulada tan polèmica, ja que com ha dit James en el seu vídeo de disculpa, aquest missatge està escrit per un adolescent de 17 anys molt immadur, referint-se a ell mateix. Encara que ja fa quasi de 2 anys d'aquesta polèmica, James, ha dit en diverses ocasions, que encara li sap molt de greu, ja que ell no és així en la vida real.
Un altre moment que va causar controvèrsia va ser quan James va aparèixer en un esdeveniment en el qual el van convidar. El gran escàndol va començar quan l'influenciador va parar a fer-se fotos amb els seus seguidors i aquests les van penjar a la xarxa. El problema era que James, per culpa del flashback de les càmeres, semblava un fantasma, ja que com es pot apreciar en les fotos, la cara del jove es veu blanca. Aquest ha sigut un dels escàndols més rellevants que ha protagonitzat l'artista. A causa de l'error fotogràfic, la gent durant el darrer any, ha publicat a internet milers i milers de memes en els quals apareixia la cara d'en James. Això si, el youtuber, fa un any, va publicar un vídeo recreant el seu famós maquillatge anomenat "Flashback Mary" i, òbviament, el vídeo tenia un caràcter còmic, ja que el James va gravar el vídeo per pura gràcia i per enviar el missatge que riure's d'un mateix és molt sa, com diu en el vídeo.
Per acabar, un dels escàndols més famosos de James és la fotografia de l'anuari escolar on, acusen a James d'haver retocat la foto per tal d'afegir-se highlight als pòmuls i nas. En el 2016, James va haver d'assistir a la sessió fotogràfica de l'escola per fer la foto de l'anuari però, el resultat no li va agradar gens i el que va decidir era tornar a fer les fotografies però que en el segon intent, James portaria un anell de llum perquè el seu maquillatge es notés més i això és el que va passar. James ja ha aclarit en diverses entrevistes que li és completament indiferent les crítiques, ja que ell volia estar elegant i maquillat per a l'ocasió.

## Les xarxes socials
James Charles, té una plataforma amb milions de seguidors. A YouTube té quasi 14.300.000 subscriptors, a Instagram té 14.100.000 seguidors i a Twitter el segueixen al voltant de 3.001.000 persones. En començar en el món d'Internet, James Charles no era gaire conegut, ja que els seus vídeos anaven destinats a un públic específic que el formaven quasi un 1.000.000 de persones. Però, el seu auge en les xarxes socials ha estat molt ràpid, ja que en últim any i mig, ha aconseguit més de 13.000.000 de fans. Aquestes dades no són simples nombres en el compte bancari del James, ja que com diu el youtuber en el seu vídeo acomiadant-se del 2017, aquestes dades simbolitzen tota la recompensa del gran esforç del jove i dades que l'animen a seguir treballant més que mai.
El canal de YouTube del James consta de 200 vídeos dels quals 5 superen les 20.000.000 reproduccions, 27 oscil·len entre les 10.000.000 i 20.000.000 visualitzacions, 138 vídeos que tenen entre 1.000.000 i 5.000.000 de reproduccions i 30 vídeos amb menys d'un milió de visualitzacions. En aquests 200 vídeos James ha fet desenes de col·laboracions amb altres gurus del món de la bellesa però no ha estat per donar-se a conèixer o aprofitar-se de la situació sinó que ha estat per petició dels fans a partir d'enquestes a Twitter, missatges directes a Instagram i als comentaris dels vídeos de YouTube. James Charles ha col·laborat amb Jeffree Star, Nikkie Tutorials, Shane Dawson, Liza Koshy i Colleen Ballinger que superen els 10.000.000 de subscriptors. Ha col·laborat també amb la Jaclyn Hill, la Tati Westbrook, l'Emma Chamberlain i els Dolan Twins (amb els quals el James ha format la sister squad junt amb l'Emma Chamberlain), youtubers i influenciadors que superen els 5.000.000 de subscriptors. Per acabar tenim a Nikita Dragun, Manny MUA, Laura Lee, Tana Mongeau i Antonio Garza, youtubers que superen el milió de subscriptors però no els 5 milions. No obstant això, el James ha col·laborat amb molts més youtubers però, també amb celebritats com Kim Kardashian, Kylie Jenner, Demi Lovato, Zhavia, Zendaya, Maddie Ziegler, Farrah Moan, Willam i més.

## El món econòmic
James Charles, a l'edat de 17 anys, va ser portada de Covergirl, una empresa de maquillatge molt famosa dels Estats Units. A causa d'aquest fet, el nom James Charles va començar a posar-se de moda, ja que l'auge de l'influenciador comença quan Covergirl demana a James si vol ser l'ambaixador de la famosa marca i aquest ho accepta. Aquest fet va ser l'espurna que va encendre la flama, ja que la popularitat de l'adolescent va augmentar en molt poc temps. A l'edat dels 17 anys, el James ja tenia una plataforma amb molts seguidors però la cosa no parava, ja que el James havia entrat a la PR list d'algunes marques de maquillatge. El PR list és quan una marca t'envia els seus últims llançaments que encara no estan en venda i, és decisió teva fer publicitat dels productes a canvi de diners o no fer-la i quedar-te amb el maquillatge. A partir d'aquestes col·laboracions, el James va anar convertint-se en una persona amb influència i a guanyar una quantitat considerada de diners. Els seus pares, en veure el succés del seu fill, van decidir que ell ja era prou gran per seguir amb la seva vida. Recentment complerts els 18 anys, James va aconseguir complir el seu somni, anar a viure sol a Los Angeles.
El 16 de novembre de 2018, James Charles va posar en venda la seva pròpia paleta d'ombres d'ulls anomenada "Unleash your inner artist", deslliga el teu artista interior. Aquesta paleta va ser creada per James i Morphe, una empresa estatunidenca de maquillatge que ha col·laborat amb molts gurus de maquillatge. Aquesta marca és coneguda pels seus pinzells de maquillatge, els quals tenen una qualitat excel·lent i tenen un preu molt barat. El James va crear molt hype amb aquesta paleta, ja que prometia ser un producte de 39 ombres d'ulls de colors vibrants i d'una pigmentació molt elevada. James Charles va posar en venda la seva paleta a escala mundial i en menys de 10 minuts ja s'havia esgotat però l'artista va fer un restock recentment i ja en tornen a quedar poques com afirma en les seves xarxes socials per tant, el que James havia promès sobre el seu producte era veritat, un complet èxit.